# Parada (pel·lícula)
Parada (romanitzat del ciríl·lic serbi: Парада, en anglès: The Parade) és una pel·lícula sèrbia de comèdia dramàtica de 2011, escrita i dirigida per Srđan Dragojević i estrenada el 31 d'octubre de 2011. La pel·lícula, que tracta sobre qüestions de drets LGBT a Sèrbia, presenta imatges de la desfilada de l'orgull LGBT de Belgrad de 2010.
Malgrat el controvertit tema, Parada va vendre més de 350.000 entrades als cinemes serbis en les primeres onze setmanes de distribució, 150.000 a Croàcia després de 8 setmanes, 25.000 a Eslovènia, 40.000 a Bòsnia i Hercegovina i 20.000 a Montenegro.